# Ірма Інашвілі
Ірма Інашвілі (груз. ირმა ინაშვილი нар. 6 липня 1970, Тбілісі, Грузинська РСР) — грузинська журналістка і політична діячка. Генеральна секретарка Альянсу патріотів Грузії, політичної партії, що пройшла до парламенту Грузії на виборах 2016 року. Інашвілі зіграла важливу роль у факті гласності в 2012 році насильства над в'язнями в Глданській в'язниці.

## Біографія
Народилася 6 липня 1970 року в Тбілісі. Провела дитинство і закінчила школу в Боржомі. Після школи вступила в Тбіліський державний університет на факультет журналістики. Закінчивши університет зі спеціалізацією в галузі радіотележурналістики, була прийнята на роботу на державне телебачення Грузії. В рамках роботи на телебаченні висвітлювала конфлікти, що відбувалися на території Грузії з моменту початку боротьби за незалежність і по теперішній час. Удостоєна статусу ветерана війни. Нею знято багато всесвітньо відомих кадрів конфлікту в Абхазії.
В кінці 2003 року спільно з Давидом Тархан-Моураві Інашвілі створила союз журналістів «Об'єктив» (нині телерадіомовна компанія «Об'єктив»), яка виражала думку опозиції до уряду Саакашвілі. «Об'єктив» брав участь в організації протестів громадськості Грузії і висвітлював їх.
У 2010 році Інашвілі приєдналася до руху «Опір», що очолював Давид Тархан-Моураві.
У вересні 2012 року Інашвілі оприлюднила відеоматеріали, в яких були зняті тортури і насильство над ув'язненими в Глданській в'язниці Тбілісі. Сюжети були повторені по всіх телеканалах Грузії. Розголос і розслідування фактів насильства внесли помітний вклад у поразку Єдиного національного руху в парламентських виборах, які відбулися 1 жовтня 2012 року.
У грудні 2012 року Інашвілі покинула союз журналістів «Об'єктив». Спільно з Давидом Тархан-Моураві створила політичну партію Альянс патріотів Грузії. У 2014 році вона була обрана Генеральним секретарем партії.
У листопаді 2019 року в центрі Тбілісі пройшли опозиційні мітинги, у зв'язку із провалом в парламенті законопроєкту щодо конституційних змін, пов'язаних із проведенням парламентських виборів у 2020 році повністю за пропорційною системою. На мітингу лідерка «Альянсу патріотів», віцеспікерка парламенту Грузії Ірма Інашвілі заявила, що правляча партія «Грузинська мрія» обдурила народ. Інашвілі звинуватила правлячу партію в узурпації влади. За словами Інашвілі, партія «Грузинської мрії» має виконати дану обіцянку.

## Сім'я
Ірма Інашвілі одружена, у неї є син і дочка .